# Bergantino
Bergantino est une commune italienne de la province de Rovigo, dans le sud de la région de Vénétie.
Ses habitants sont les Bergantinesi ou Bergantins.

## Géographie
La ville est située entre Rovigo et Mantoue, sur la berge nord du Pô.

### Hameaux
Bugno, Ca'Poltronieri, Le Fornaci, Malpassaggio, Marchese, Prateria, San Giovanni

### Communes limitrophes
Borgofranco sul Po, Carbonara di Po, Castelnovo Bariano, Cerea, Legnago, Melara

## Économie
Bergantino est spécialisée dans l’industrie foraine et héberge le Musée National des Arts forains.

## Jumelages
- Merville (Haute-Garonne) (France)[3]